# Шипшина каменелюбна
Шипшина каменелюбна, шипшина кам'яниста (Rosa lapidosa) — вид рослин з родини розових (Rosaceae).

## Опис
Кущ заввишки до 150 см. Листочки зверху голі, знизу з волосистої головною жилкою, зрідка з одиничними волосками на нижній поверхні.
Квітне у травні й червні.

## Поширення
В Україні вид зростає на кам'янистих схилах, по узліссях лісів і чагарників — у донецькому Лісостепу, лівобережному злаково-лучному і правобережному злаковому степу й у Криму.